# Ànnia Lucil·la
Ànnia Aurèlia Galèria Lucil·la (en llatí Annia Lucilla) (7 de març 7, 148 o 150-182) va ser la segona filla de l'emperador Marc Aureli i l'emperadriu Faustina i, per tant, la germana gran del futur emperador Còmmode.

## Emperadriu de Roma
Va néixer i créixer a Roma, neta d'Antoní Pius i Faustina Major per part de pare, i de Marc Anni Ver i Domícia Lucil·la per part de mare. L'any 161 va ser promesa al coemperador Luci Ver, amb qui es va casar el 164, a Efes, ja que per aquell temps Ver estava preparant l'expedició contra els parts. Amb aquest matrimoni, Lucil·la va rebre el títol d'Augusta i va esdevenir emperadriu de Roma.
La parella tingué tres fills, però dos van morir molt joves. Lucil·la passava la major part del temps a Roma, on era una persona molt poderosa i influent, mentre que Ver passava llargues temporades a les províncies.
A la mort de Ver, el 169, de la qual Juli Capitolí culpa Ànnia dient que el va enverinar (cosa de la qual no hi ha cap més referència), va ser donada en matrimoni a Tiberi Claudi Pompeià, nadiu d'Antioquia, de rang eqüestre, persona molt apreciada pel seu caràcter i aliat polític de Marc Aureli. Lucil·la es va mostrar contrària a aquest matrimoni, ja que Claudi Pompeià era molt més gran que ella, però finalment va obeir el seu pare. Fruit d'aquest matrimoni va néixer el seu fill Pompeià.
Va acompanyar el seu pare a l'est en el període de la rebel·lió d'Avidi Cassi, i a la mort del pare, el 17 de març del 180, va ser tractada amb tots els honors pel nou emperador, el seu germà Còmmode. Tot i així, Ànnia estava gelosa dels honors concedits a l'emperadriu Crispina i s'avergonyia del seu marit, que era inferior en rang i començava a donar clares mostres de la seva inestabilitat mental.

## Conspiració contra Còmmode
L'any 182 va preparar un complot per assassinar Còmmode, amb l'ajuda de la seva filla Plàucia, el prefecte del pretori Tarruntè Patern, Marc Ummidi Quadrat i altres familiars, per convertir-se ella i el seu marit en nous emperadors de Roma.
Però el complot va fracassar quan el jove nebot de Tiberi designat per assassinar l'emperador, un altre Claudi Pompeià, va dir a aquest darrer: "Aquí hi ha la daga que t'envia el Senat", i va donar temps suficient a la guàrdia per reaccionar i caure sobre ell per desarmar-lo.
Còmmode va ordenar l'execució dels implicats, excepte Lucil·la i la filla d'aquesta, que van ser desterrades a l'illa de Capri. Un any més tard, però, l'emperador va enviar un centurió que va executar-les.

## Cultura popular
En la pel·lícula Gladiator, el seu paper és interpretat per Connie Nielsen.